# Râul Adalin
Râul Adalin este un curs de apă, afluent al râului Dragu în județul Sălaj

## Hărți
- Harta interactivă - județul Sălaj  Arhivat în 5 septembrie 2009, la Wayback Machine.